# Liste der Monuments historiques in Guitté
Die Liste der Monuments historiques in Guitté führt die Monuments historiques in der französischen Gemeinde Guitté auf.

## Liste der Bauwerke
| Bezeichnung          | Beschreibung                  | Standort | Kennzeichnung | Schutzstatus | Datum | Bild           |
| -------------------- | ----------------------------- | -------- | ------------- | ------------ | ----- | -------------- |
| Menhir Pierre Longue | Neolithikum                   | (Lage)   | PA00089192    | Classé       | 1967  | weitere Bilder |
| Schloss Couëllan     | Erbaut im 17./18. Jahrhundert | (Lage)   | PA00089191    | Inscrit      | 1976  | weitere Bilder |
| Schloss Beaumont     | Erbaut im 15. Jahrhundert     | (Lage)   | PA00089190    | Inscrit      | 1926  | weitere Bilder |

## Liste der Objekte
- Monuments historiques (Objekte) in Guitté in der Base Palissy des französischen Kultusministeriums